# بازآرایی کورنبلوم–دلامار
بازآرایی کورنبلوم–دلامار(به انگلیسی: Kornblum–DeLaMare rearrangement) یک واکنش بازآرایی در شیمی آلی است که در آن یک پراکسید آلی اولیه یا ثانویه تحت کاتالیز اسیدی یا بازی به کتون و الکل مربوطه تبدیل می‌شود. این واکنش به عنوان ابزاری در سنتز آلی و به عنوان گامی اساسی در بیوسنتز پروستاگلاندین‌ها استفاده می‌شود.
باز مورد استفاده می‌تواند یک هیدروکسید مانند پتاسیم هیدروکسید یا یک آمین مانند تری‌اتیل‌آمین باشد.